# Firmin Bouisset
Etienne Maurice Firmin Bouisset (2 de septiembre de 1859 - 19 de marzo de 1925) fue un pintor francés, cartelista e ilustrador. Nació en una familia de clase obrera de la ciudad de Moissac en el deparatmento de Tarn-et-Garonne en el sureste de Francia.
Como ilustrador, Firmin Bouisset se especializó en el diseño de carteles protagonizados por niños, y realizó numerosos libros ilustrados, tales como La Petite Ménagère (La pequeña ama de casa) en 1890.

## Obra
|                                    |  |
| Anuncios de Chocolat Menier (1893) |  |

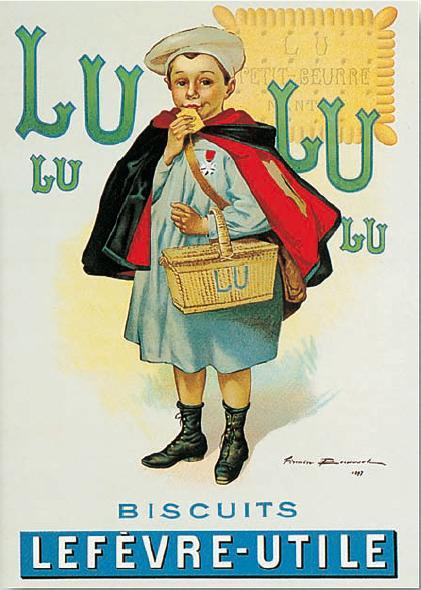
Famosa imagen del Le Petit Écolier

Durante su carrera artística se hizo famoso por sus diseños de carteles publicitarios. Bouisset diseñó imágenes para compañías alimentarias como Maggi y Lefèvre-Utile. Para Lefèvre-Utile (que posteriormente abrevió su nombre como LU empleando sus iniciales como logotipo), concibió en 1897 la imagen de un cartel para la publicidad de las galletas de mantequilla en el que ilustra a un "pequeño escolar" (en francés: Petit Écolier) que con ligeras variaciones ha permanecido inalterable hasta la actualidad.
Sin embargo, Firmin Bouisset es más conocido por los carteles realizados para las compañías chocolateras francesas, tales como Chocolat Menier. Contratado por la compañía en el año 1892, Bouisset empleó a su hija Yvonne como modelo (que aparece escribiendo el nombre de la compañía con chocolate) para crear lo que será la imagen de marca de la empresa. Esta imagen se empleó de forma extensiva en los productos promocionales de la compañía Menier.

El trabajo de Bouisset fue publicado en el Maîtres de l'Affiche así como en el L'Estampe Moderne, liderando el estilo de publicidad de finales del siglo XIX.

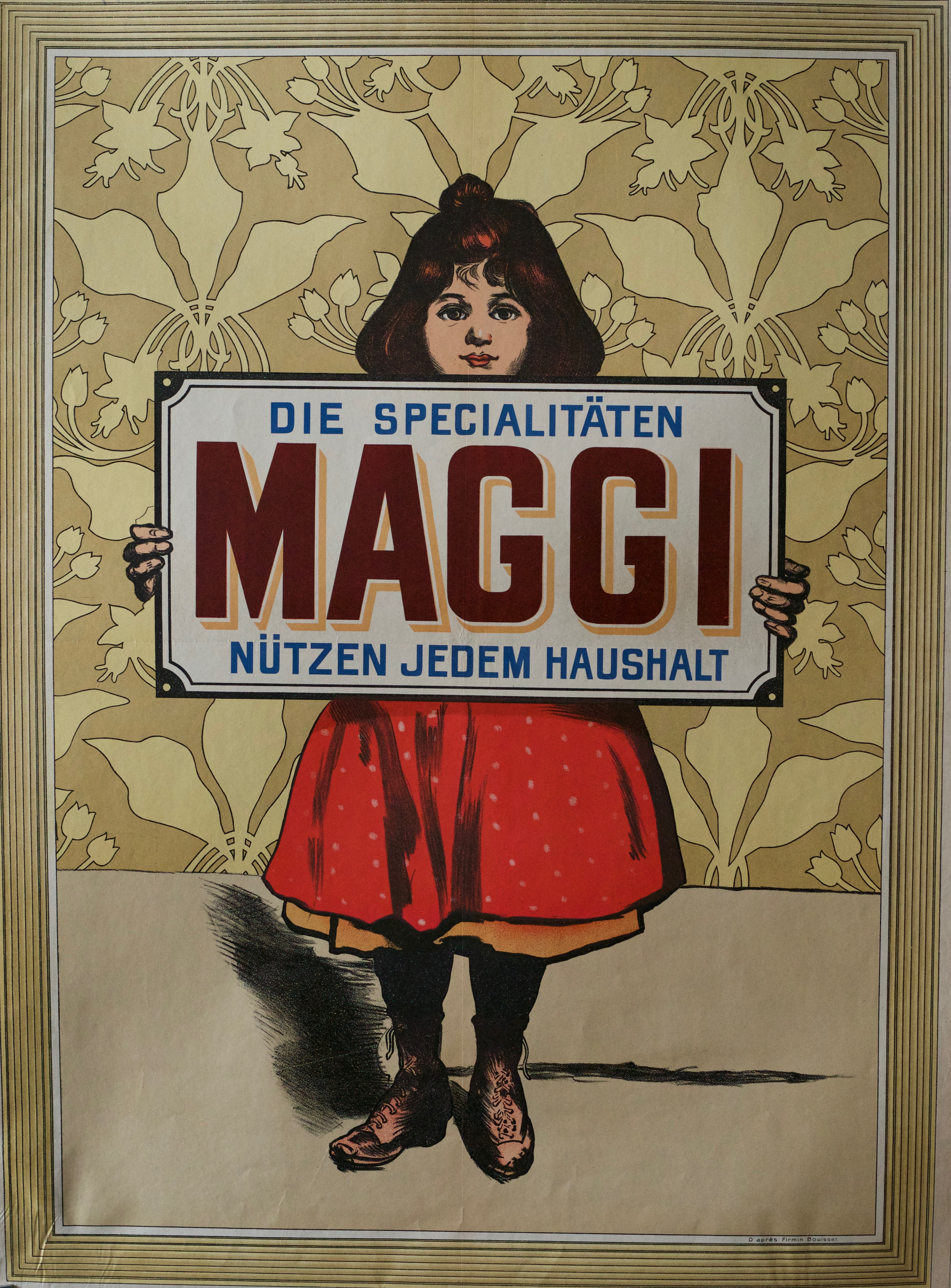
Maggi Publicidad 1900